# Вперёд, товарищи!
«Вперед, товарищи!» (кит. 前进，达瓦里希; пиньинь: Qiánjìn, dáwǎlǐxī') — китайский короткометражный мультфильм 2013 года, дипломная работа Ван Илинь, студентки Пекинской киноакадемии. Мультфильм, посвященный распаду Советского Союза с точки зрения маленькой девочки, вызвал бурный отклик у зрителей после выхода в Интернет.

## Сюжет
События мультфильма разворачиваются в конце 1980-х — начале 1990-х годов в СССР. Главный герой — маленькая девочка, которая живёт в ветхом доме вместе с различными животными и любит играть со строительными блоками. Она дружит с котом по имени Товарищ Владимир, курицей по имени Товарищ Феликс и уткой по имени Товарищ Берия. Её мать — школьная учительница «нашей социалистической родины».
Однажды девочка наказывает Берию за «преступления против социализма и народа», который украл один из её игрушечных кубиков, и даёт Феликсу охранять записку с приказом «для последней и решающей битвы». Тем временем мать девочки рано возвращается с работы, и девочка удивляется. По радио передача информирует народ о антиконституционном государственном перевороте. Взрослые становятся очень грустными, однако девочка не может понять почему. Её животные умирают один за другим, её книги мать выставляет на продажу, а Берию продают в ресторан. В конце концов ей говорят, что семья переезжает в многоэтажку; девочка боится, что американцы разбомбят их старый дом.
Мать девочки выбрасывает её кубики, вместо чего даёт ей новые американские куклы и другие западные игрушки, заявляя, что эти игрушки «не хуже, чем у других». Когда по телевизору показывают историческую речь Михаила Горбачева, официально прекращающую существование Советского Союза, она слышит, как её мать обсуждает американскую косметику с другими взрослыми. Девочка приходит к выводу: «Мама предала нас, они все предали нас». Убегая ночью из дома, девочка бежит туда, где находится её старый дом, но её ослепляет ядерный взрыв, после чего она видит умерших животных, в том числе Феликса, одетых в форму советской армии. Когда она проливает слезу и отдает честь, Феликс передаёт ей записку с приказом, которую она разворачивает и читает: «Вперед, товарищи!».

## Ответы и обзоры
Мультфильм получил неоднозначные комментарии среди пользователей сети. Около 60 % зрителей на китайском сайте Douban дали фильму оценку 4 звезды и выше (из 5 звезд), а около 15 % зрителей дали ему оценку 1 звезда (самый низкий балл).
В китайском Интернете горячо обсуждали образы и символику, которые в значительной степени считаются отражением распада Советского Союза и падения социализма. Многие из тех, кто хвалит мультфильм, интерпретируют сюжет как аллегорию независимости Китая от советской политики и формирования собственного социалистического пути развития. Короткометражный фильм часто критикуют за лицемерие, приукрашивание советской политики и действительности. После того, как мультфильм был загружен на YouTube и российские видеохостинги, он также вызвал бурные обсуждения среди российских пользователей сети, многие из них сожалели о распаде Советского Союза и отказе от социалистических идей. Вскоре после того, как «Вперед, товарищи!» был загружен на YouTube, возможность комментирования видео была отключена.